# Анджелини, Фьоренцо
Фьоренцо Анджелини (итал. Fiorenzo Angelini; 1 августа 1916, Рим — 22 ноября 2014, там же) — итальянский куриальный кардинал. Титулярный епископ Мессене с 27 июня 1956 по 16 февраля 1985. Вспомогательный епископ Рима с 6 января 1977 по 16 февраля 1985. Титулярный архиепископ Мессене c 16 февраля 1985. Про-председатель Папской Комиссии по Пастырскому попечению о работниках здравоохранения с 16 февраля 1985 по 1 марта 1989. Председатель Папского Совета по Пастырскому попечению о работниках здравоохранения с 1 марта 1989 по 31 октября 1996. Кардинал-дьякон с титулярной диаконией Санто-Спирито-ин-Сассья с 28 июня 1991. Кардинал-священник с титулом церкви pro hac vice Санто-Спирито-ин-Сассья с 26 февраля 2002.

## Ранняя жизнь, образование и священство
Получил образование в Папской Римской семинарии, Папском Латеранском университете и на папском теологическом факультете Marianum перед своим рукоположением в священника.
3 февраля 1940 года был рукоположён в Риме. Пастырская работа в Риме с 1940 года по 1956 год и служил капелланом в Azione Cattolica с 1945 года по 1959 год. Анджелини служил папским церемониймейстером с 1947 года по 1954 год, а в течение нескольких месяцев он был делегатом кардинала-викария Рима для римских больниц. Был также коммендатарием титулярной церкви Санто-Спирито-ин-Сассья

## Епископ и ватиканский сановник
27 июня 1956 года Анджелини был назначен титулярным епископом Мессене папой римским Пием XII. Он получил свою епископскую ординацию 29 июля 1956 года, в церкви Святого Игнатия, от кардинала Джузеппе Пиццардо — кардинала-епископа Альбано, секретаря Верховной Священной Конгрегации Священной Канцелярии, префекта Священной Конгрегации Семинарий и Университетов, которому помогали, в сослужении: Луиджи Тралья — титулярный архиепископ Чезареи ди Палестины, наместник Рима и Марио Исмаэле Кастеллано — епископ Вольтерры.
Он основал в 1959 году Ассоциацию итальянских католических докторов и стал её капелланом. Участник Второго Ватиканского Собора (1962—1965). Делегат для больниц кардинала-викария Рима в 1967-1985 годах.
6 января 1977 года папа римский Павел VI назначил его вспомогательным епископом Рима. 16 февраля 1985 года папа римский Иоанн Павел II возвел его в ранг архиепископа и назначил его первым председателем недавно созданной Папской Комиссии по Пастырскому попечению о работниках здравоохранения (своеобразный министр здравоохранения Святого Престола).

## Кардинал
Он был возведён в сан кардинал-дьякона с титулярной диаконией Санто-Спирито-ин-Сассья Иоанном Павлом II на консистории от 28 июня 1991 года. 1 августа 1996 года потерял право участвовать в Конклаве, по достижения им восьмидесятилетнего возраста.
Он удалился с поста председателя Папского Совета по Пастырскому попечению о работниках здравоохранения 31 декабря 1996 года, а 26 февраля 2002 года, он был возведен в сан кардинала-священника, осуществив право установленное для кардиналов-дьяконов после десятилетнего пребывания их в этом сане. Анджелини призвал к открытию дела по беатификации французского генетика Жерома Лежена.

## Анджелини и папа римский Пий XII
Анджелини пожизненный поклонник папы римского Пия XII. В 1959 году Анджелини издал медицинское богословское заявление последнего папы римского, единственной систематической компиляции медицинских речей и позиций папы римского Пия XII в Pio XII Discorsi Ai Medici. Он поборник дела по канонизации Пия XII.. Анджелини был назначен епископом Пием XII в 1956 года, но не получал красную шапку до 1991 года. В 1992 году в проповеди в соборе Святого Петра в годовщину смерти папы римского Анджелини заявил, что его карьера пострадала из-за его дружественных убеждений папы римского Пия XII.

## Разное
Друг знаменитого итальянского государственного и политического деятеля Джулио Андреотти, о котором в 2008 был снят фильм «Изумительный», где в одной из ролей показан кардинал Анджелини.
C 28 июля 2013 года, после смерти кардинала Эрсилио Тонини, и до 22 февраля 2014 года Анджелини являлся старейшим кардиналом Римско-католической церкви, пока Папа Франциск не возвёл в кардиналы бывшего секретаря Папы Иоанна XXIII монсеньора Лориса Каповиллу.
Также кардинал Анджелини являлся одним из старейших среди кардиналов по епископской хиротонии, 29 июля 2014 года он отпраздновал 58 годовщину своей епископской хиротонии. Соответственно в епископском сане он служил при Пие XII, Иоанне XXIII, Павле VI, Иоанне Павле I, Иоанне Павле II, Бенедикте XVI и Франциске.